# 军营密恋
《军营密恋》是被取消的电视剧集，本由皮拉瓦·山坡提拉（Krist）、帕塔拉萨雅·克苏菀斯莉（Peak）、欧帕瓦·吉沙晚迪（Ohm）等人主演的一部泰国爱情电视剧。2020年9月9日，主演皮拉瓦·山坡提拉宣布该系列因不明原因而被取消。2020年9月23日，由于COVID-19大流行，GMMTV与另一剧集《女魔头之恋》一起发布了取消制作的官方声明。
此剧曾在2019年10月15日GMMTV的“New & Next”活动中发布的2020年播出的十二部电视剧之一。

## 演员阵容
注：括号内为演员或角色之小名。
- 皮拉瓦·山坡提拉 饰 Ice，服兵役的大明星，后为了追求Namwhan而决定继续服役。

- 帕塔拉萨雅·克苏菀斯莉 饰 Namwhan，美丽又严肃的军医，育有一女Bow。

- 帕瓦·吉沙晚迪

- 查妮甘·唐卡伯缇 饰 Bow，Namwhan的女儿，Ice的超级粉丝。后因为了追求继续服役的Ice而决定入伍。

- 林阳 饰 士兵，Bow的朋友。

- 纳查特·佳塔潘

## 外部连接
- 《军营密恋》于MyDramaList上的剧集介绍
- 豆瓣电影上《军营密恋》的資料 （简体中文）